# Loodgordel

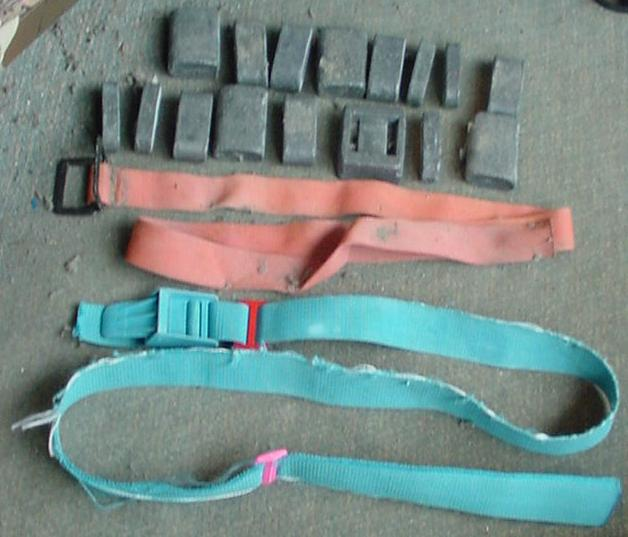
Loodblokken en 2 loodgordels

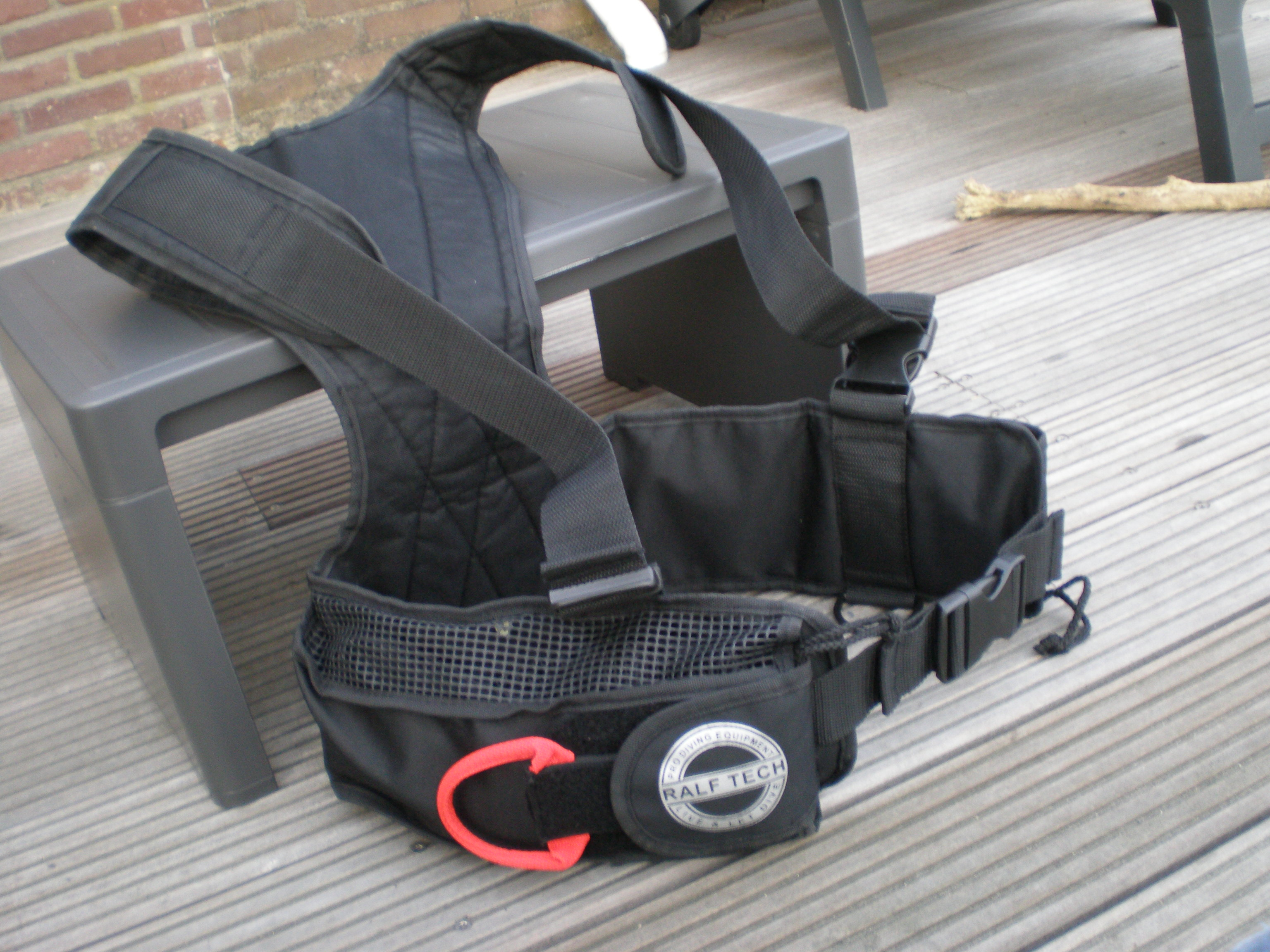
Loodgordel in een harnas model

Een loodgordel  is onderdeel van de basisuitrusting van een duiker.

## Functie
De loodgordel compenseert het positieve drijfvermogen van het duikpak. Hierdoor kan de duiker gemakkelijker onder water komen en blijven, zonder zelf naar beneden te blijven zwemmen.

## Eigenschappen
Een loodgordel bestaat uit minimaal twee verschillende onderdelen: de gordel zelf en de loodblokken. Eventueel kunnen er nog clipjes op de gordel geplaatst worden welke ervoor zorgen dat de loodblokken niet verschuiven. Loodgordels worden geproduceerd in verschillende soorten. Van een enkele gordel zoals op bovenstaande foto, tot gordels met extra schouderbanden waardoor de gordel minder snel afzakt en het gewicht verdeeld wordt over de schouders. In plaats van loodblokken kunnen er bij sommige loodgordels ook zakjes met zacht lood gebruikt worden. Dit zijn zakjes gevuld met kleine korreltjes lood die zich vormen naar het lichaam van de duiker.